# Ken Olandt
Kenneth Andrew Olandt (* 22. April 1958 in Richmond, Kalifornien) ist ein US-amerikanischer Schauspieler und Filmproduzent.

## Leben
Olandt begann seine Schauspielkarriere 1983 mit einer Episodenfolge der Fernsehserie Matt Houston. Im darauf folgenden Jahr hatte er seine erste wiederkehrende Rolle als Kirk Dooley in der Serie Trio mit vier Fäusten. Mitte der 1980er Jahre war er ein vielgebuchter Gaststar in Serien wie Das A-Team, Love Boat und Airwolf. 1988 hatte er eine wiederkehrende Rolle in der Seifenoper Schatten der Leidenschaft und spielte im selben Jahr eine der Hauptrollen in der Serie Flugzeugträger U.S.S. Georgetown, die jedoch nach neun Folgen eingestellt wurde. Zwischen 1990 und 1992 spielte er neben Patrick Macnee eine Hauptrolle in der Serie Super Force.
Spielfilmrollen hatte er in der Filmkomödie Summer School von Carl Reiner und in dem Horrorfilm Leprechaun – Der Killerkobold. Ab Mitte der 1990er Jahre arbeitete Olandt zunehmend als Filmproduzent. Er produzierte hauptsächlich Science-Fiction- und Horrorfilme, in denen er teilweise auch selbst als Schauspieler auftrat. Zu den von ihm produzierten Filmen zählen unter anderem Daybreak – Katastrophe in L.A. mit Roy Scheider und Ted McGinley sowie Deep Core – Die Erde brennt mit Terry Farrell und Bruce McGill in den Hauptrollen.
Olandt ist mit der Schauspielerin Denise Kerwin verheiratet und somit der Schwiegersohn von William Kerwin und Connie Mason.

## Filmografie (Auswahl)

### Als Schauspieler
- 1984: Ein Engel auf Erden
- 1984: Trio mit vier Fäusten
- 1985: Das A-Team
- 1985: Love Boat
- 1985: V – Die außerirdischen Besucher kommen
- 1985: Ein Colt für alle Fälle
- 1986: Simon & Simon
- 1986: Airwolf
- 1987: Summer School
- 1987: Rauchende Colts: Auf Leben und Tod
- 1988: Schatten der Leidenschaft
- 1988: Flugzeugträger U.S.S. Georgetown
- 1989: 21 Jump Street – Tatort Klassenzimmer
- 1990: Super Force
- 1990: Mord ist ihr Hobby
- 1993: Leprechaun – Der Killerkobold
- 1994: Raumschiff Enterprise – Das nächste Jahrhundert (Folge 7x22)
- 1995: Renegade – Gnadenlose Jagd
- 1995: Palm Beach-Duo
- 1997: Velocity Trap
- 2002: General Hospital
- 2003: JAG – Im Auftrag der Ehre
- 2005: Johnny Virus
- 2010: Criminal Minds
- 2011: Dr. House
- 2013: Dark Power
- 2014: See Dad Run

### Als Produzent
- 1996: Darkdrive – Verschollen in der Matrix
- 1997: Die tödlichen Vier
- 1999: Alien Interceptors
- 2000: Escape Under Pressure (Under Pressure)
- 2000: Daybreak – Katastrophe in L.A.
- 2000: Deep Core – Die Erde brennt (Deep Core)
- 2001: Lost Voyage – Das Geisterschiff (Lost Voyage)
- 2001: New Alcatraz
- 2003: Maximum Velocity